# Martin Bernburg
Martin Løfqvist Bernburg (Amager, 23 december 1985) is een voormalig professioneel voetballer uit Denemarken, die speelde als aanvaller. Gedwongen door aanhoudend blessureleed beëindigde hij zijn actieve loopbaan op het hoogste niveau in 2014 bij de Deense club Brøndby IF. Zijn vader Henrik Bernburg speelde eveneens betaald voetbal.

## Interlandcarrière
Bernburg kwam in totaal zeven keer (twee doelpunten) uit voor de nationale ploeg van Denemarken in de periode 2008–2010. Onder leiding van bondscoach Morten Olsen maakte hij zijn debuut op 10 september 2008 in de WK-kwalificatiewedstrijd in en tegen Portugal (2-3). Hij viel in dat duel na 88 minuten in voor Leon Andreasen.

## Erelijst
FC Kopenhagen
- Superligaen

2006, 2007
 FC Nordsjælland
- Beker van Denemarken

2010